# Ранчо-Міраж (Каліфорнія)
Ранчо-Міраж (англ. Rancho Mirage) — місто (англ. city) в США, в окрузі Ріверсайд штату Каліфорнія. Населення — 16 999 осіб (2020).

## Географія
Ранчо-Міраж розташоване за координатами 33°45′37″ пн. ш. 116°25′44″ зх. д. / 33.76028° пн. ш. 116.42889° зх. д. (33.760352, -116.428795).  За даними Бюро перепису населення США в 2010 році місто мало площу 64,33 км², з яких 63,32 км² — суходіл та 1,01 км² — водойми.

### Клімат
| Клімат : Ранчо-Міраж          | Клімат : Ранчо-Міраж | Клімат : Ранчо-Міраж | Клімат : Ранчо-Міраж | Клімат : Ранчо-Міраж | Клімат : Ранчо-Міраж | Клімат : Ранчо-Міраж | Клімат : Ранчо-Міраж | Клімат : Ранчо-Міраж | Клімат : Ранчо-Міраж | Клімат : Ранчо-Міраж | Клімат : Ранчо-Міраж | Клімат : Ранчо-Міраж | Клімат : Ранчо-Міраж |
| Показник                      | Січ.                 | Лют.                 | Бер.                 | Квіт.                | Трав.                | Черв.                | Лип.                 | Серп.                | Вер.                 | Жовт.                | Лист.                | Груд.                | Рік                  |
| Середній максимум, °C         | 21,0                 | 22,3                 | 25,9                 | 29,6                 | 34,1                 | 38,7                 | 40,9                 | 40,3                 | 37,5                 | 31,9                 | 25,2                 | 20,1                 | 30,6                 |
| Середній мінімум, °C          | 9,7                  | 10,7                 | 12,6                 | 14,9                 | 18,2                 | 22,0                 | 26,1                 | 25,9                 | 23,5                 | 19,1                 | 13,4                 | 9,1                  | 17,1                 |
| Норма опадів, мм              | 17                   | 20                   | 10                   | 2                    | 1                    | 0                    | 7                    | 12                   | 9                    | 5                    | 7                    | 15                   | 107                  |
| ----------------------------- | -------------------- | -------------------- | -------------------- | -------------------- | -------------------- | -------------------- | -------------------- | -------------------- | -------------------- | -------------------- | -------------------- | -------------------- | -------------------- |
| Джерело: deepcanyon.ucnrs.org |                      |                      |                      |                      |                      |                      |                      |                      |                      |                      |                      |                      |                      |

## Демографія
Згідно з переписом 2010 року, у місті мешкало 17 218 осіб у 8829 домогосподарствах у складі 4825 родин. Густота населення становила 268 осіб/км².  Було 14243 помешкання (221/км²).
Расовий склад населення:
| - 88,7 % — білих - 3,8 % — азіатів - 1,5 % — чорних або афроамериканців - 0,5 % — корінних американців - 0,1 % — вихідців з тихоокеанських островів - 3,5 % — осіб інших рас |

До двох чи більше рас належало 2,0 %. Частка іспаномовних становила 11,4 % від усіх жителів.
За віковим діапазоном населення розподілялося таким чином: 10,6 % — особи молодші 18 років, 45,4 % — особи у віці 18—64 років, 44,0 % — особи у віці 65 років та старші. Медіана віку мешканця становила 62,3 року. На 100 осіб жіночої статі у місті припадало 97,7 чоловіків;  на 100 жінок у віці від 18 років та старших — 97,2 чоловіків також старших 18 років.
Середній дохід на одне домашнє господарство  становив 117 466 доларів США (медіана — 66 086), а середній дохід на одну сім'ю — 149 766 доларів (медіана — 98 021). Медіана доходів становила 80 411 долар для чоловіків та 74 345 доларів для жінок. За межею бідності перебувало 11,0 % осіб, у тому числі 10,5 % дітей у віці до 18 років та 6,5 % осіб у віці 65 років та старших.
Цивільне працевлаштоване населення становило 5576 осіб. Основні галузі зайнятості: освіта, охорона здоров'я та соціальна допомога — 22,5 %, фінанси, страхування та нерухомість — 15,3 %, науковці, спеціалісти, менеджери — 13,2 %.